# AK-47
Pour les articles homonymes, voir AK-47 (homonymie).

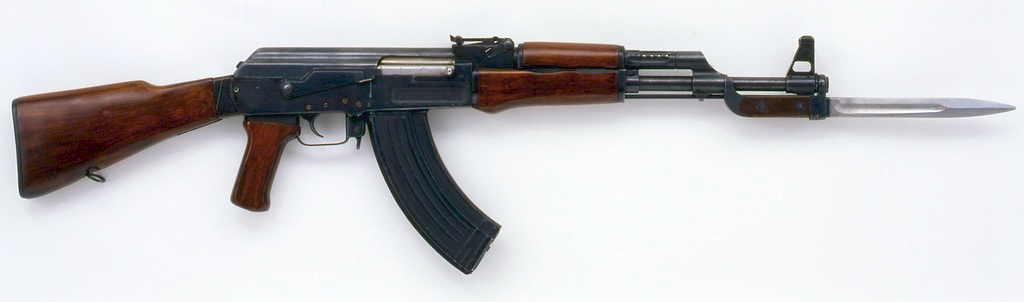
АК-47 de type III avec sa baïonnette.

L’AK-47 (en russe : Автомат Калашникова, « Avtomat Kalachnikova » modèle 1947) est un fusil d'assaut conçu par l'ingénieur soviétique Mikhaïl Kalachnikov.
L'AK-47 est le premier modèle d'une vaste famille de fusils d'assaut à emprunt de gaz, dont le modèle le plus répandu est l'AKM. L'AK-47 est un dérivé simplifié  et stabilisé du Sturmgewehr 44 (STtG 44) allemand de la 2de guerre mondiale. Son coût peut être très faible, sa robustesse, sa fiabilité et sa grande facilité d'entretien le rendent extrêmement populaire, en particulier auprès des guérillas et des pays ayant peu de moyens financiers pour équiper leur infanterie. C'est également une arme produite dans de nombreux pays dotés d'une industrie d'armement, particulièrement dans les anciens pays de la zone d'influence de l'Union soviétique et du bloc de l'Est.
À l'époque de sa création, l'AK-47 figure parmi les armes longues automatiques les plus fiables. En effet, dû a son mécanisme simple et solide, l'AK-47 s'enraye rarement et résiste aux environnements les plus extrêmes : dans l'eau, dans le sable, en atmosphère humide , etc. C'est la raison pour laquelle les guérilleros et autres membres de groupes armés révolutionnaires en sont munis lors de leurs missions (désert, forêt et autres endroits hostiles). Cependant, elle n'est pas à l'abri d'une usure relative à son utilisation et nécessite tout de même un entretien, comme toutes les armes à feu.
Entre 70 et 110 millions d'exemplaires ont été fabriqués et la production des plus récents modèles continue au XXIe siècle, ce qui fait de la plateforme AK la série de fusils la plus répandue dans le monde.
Au début de 2012, le Groupe Kalashnikov a annoncé une nouvelle version du fusil, l'AK-12.

## Dénomination
Bien que largement utilisée, la dénomination « AK-47 », répandue au départ par les médias américains, est en conflit avec la terminologie soviétique. L'Armée rouge adopta la Kalachnikov en 1949 sous le nom de « AK » ou « Avtomat Kalachnikova » sans numéro, et ce n'est qu'avec l'adoption de l'AK-74 que l'URSS ajouta une année au nom.
La désignation « AK-47 » est cependant passée dans le langage courant, à un point tel que très peu de monde dit « AK » sans le 47.
Les désignations de type « AK-46 », « AK-47 » ou « AK-48 » désignent en principe uniquement des prototypes, bien différents de l'arme finalement adoptée.
La Kalachnikov était également connue dans la documentation soviétique sous la désignation codée « 56-A-212 » (AK) et « 212M » (AKS).

## Présentation

### Caractéristiques

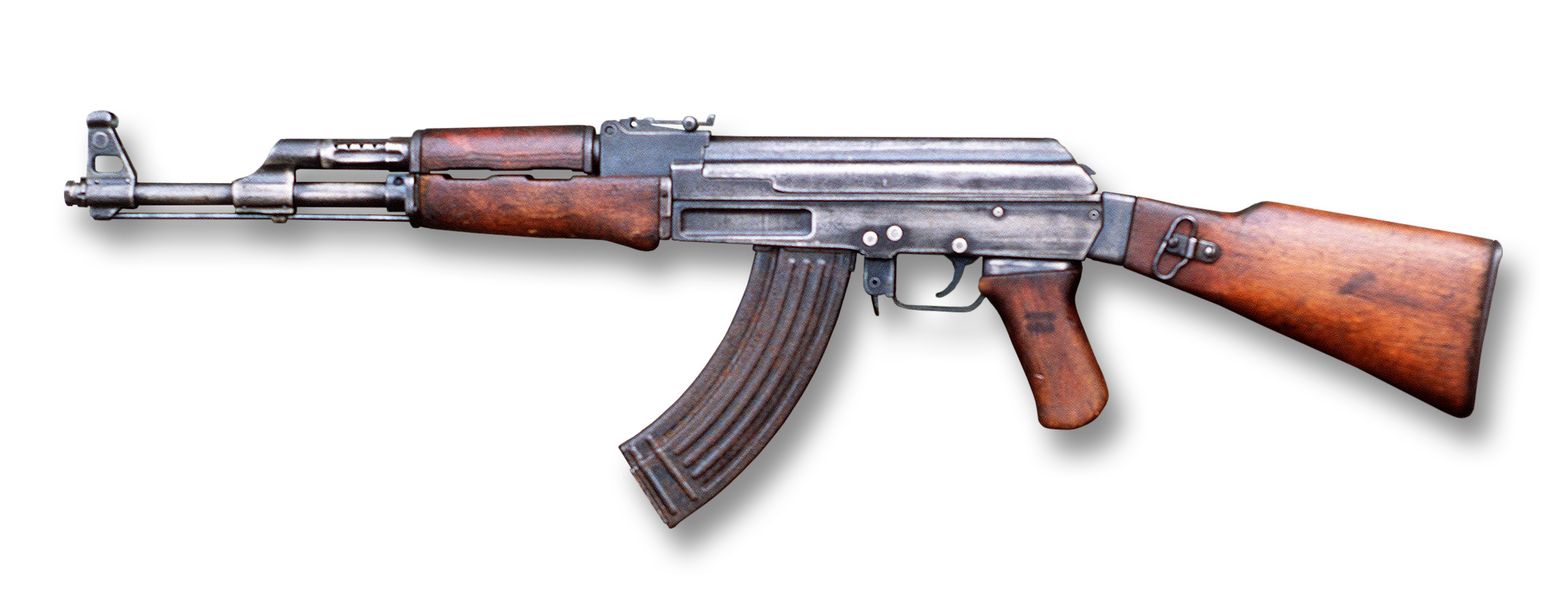
L'AK-47, de type II.

La cadence de tir automatique de l'AK-47 est de 600 coups par minute.[réf. souhaitée]
Certains modèles d'AK-47 sont plus précis que d'autres. Les modèles plus anciens, bulgares, yougoslaves et les plus récents modèles soviétiques ont une précision de 2 minutes d'arc, ce qui est un standard minimum pour toute arme moderne. Les autres modèles ont une précision d'environ 6 minutes d'arc seulement.[réf. souhaitée]
Tout d'abord produit par l'usine d'armement soviétique Izhmash (IZH), l'AK-47 devint populaire pendant la guerre froide. Elle est plus légère et compacte que les fusils utilisés pendant la Seconde Guerre mondiale. Sa portée est plus réduite et elle peut tirer par rafales. Elle fut le premier fusil d'assaut massivement produit.[réf. nécessaire]
Peu coûteuse à fabriquer, plutôt légère, robuste, fiable et très simple à entretenir même sur le champ de bataille, l'AK-47 peut encore tirer après avoir été plongée dans l'eau ou le sable.[réf. souhaitée]
L'AK-47 tire sa robustesse de sa conception faussement rustique, puisqu'il s'agit d'une rusticité toute pensée. De manière générale, l'AK, comme beaucoup d'armes réputées fiables (Makarov PM, Uzi, , etc.) a été conçue avec le moins de pièces possibles, minimisant ainsi le risque de défaillance. L'arme est conçue avec du jeu — c’est-à-dire des tolérances mécaniques de fonctionnement — pour permettre aux poussières de ne pas bloquer le mécanisme. Les munitions de calibre (7,62 × 39 mm, et dans une moindre mesure la 5,45 × 39 mm) sont coniques pour faciliter l'entrée dans la chambre; il faut aussi prendre en compte la fixation du chargeur, ne nécessitant ni tringlerie, ni éjecteur, ce qui en fait un point de fragilité en moins. Enfin, l'éjection de la cartouche ne se fait pas grâce à un traditionnel ressort, mais grâce à l'emprunt de gaz issus de la combustion de la poudre de chaque cartouche. D'ailleurs, cet emprunt de gaz, sur les versions militaires, peut être ajusté, permettant par exemple de décrasser l'arme grâce aux gaz ainsi que de la maintenir dans les limites définies par le constructeur des températures de fonctionnement des pièces. Il peut aussi être intéressant de parler du sélecteur de tir, très rudimentaire, puisqu'il ne s'agit que d'une pièce qui tourne dans le corps de l'arme afin de bloquer (ou non) le percuteur.

### Fonctionnement

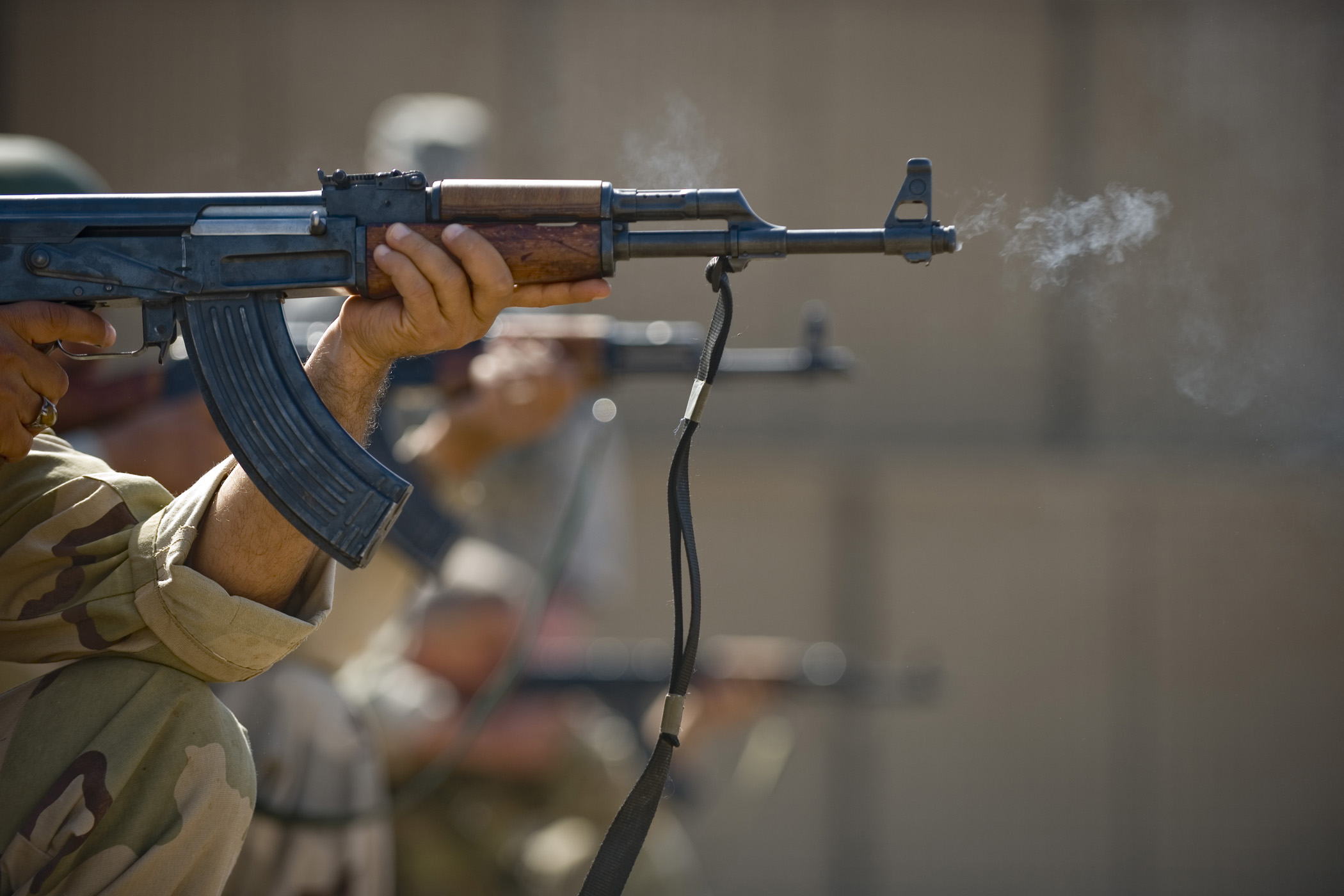
Canon de l'AK-47 et son bloc de gaz distinctif avec une rangée horizontale d'orifices de décharge de gaz

Toutes les armes de la famille Kalachnikov fonctionnent par un emprunt de gaz assuré par un évent situé environ aux deux tiers du canon :
- les gaz prélevés lors d'un tir poussent un piston solidaire du porte-culasse. Celui-ci recule en entraînant la culasse, ce qui imprime à cette dernière une rotation la dégageant des tenons qui la liaient au canon afin de la verrouiller avant la percussion ;
- l'ensemble recule en comprimant le ressort récupérateur en épuisant l'énergie du recul. Le ressort récupérateur ramène alors toutes les pièces vers l'avant ;
- la culasse prélève une nouvelle munition entre les lèvres du chargeur et l'introduit dans la chambre en la menant sur la rampe d'alimentation, puis elle effectue une nouvelle rotation pour se verrouiller à la chambre et un nouveau tir peut alors se produire, selon la position de la détente et du sélecteur de tir. Ces deux derniers composants contrôlent l'activité du marteau qui vient frapper le percuteur pour amorcer la cartouche présente dans la chambre.

La détente n'a que deux positions, enfoncée ou relevée, la sélection du mode de tir se fait au niveau du levier latéral, qui lui a trois positions :
- sûreté (levier en position haute), le chien est alors verrouillé, le tir est impossible ;
- coup par coup (levier en position basse), pour le tir semi-automatique ;
- automatique (levier en position intermédiaire), pour le tir automatique.

Le chien devient libre tant que la détente est enfoncée. Après le tir de la dernière cartouche d'un chargeur, la culasse d'un AK-47 classique n'est pas bloquée en position arrière, ce qui contraint à réarmer après avoir mis en place un chargeur.

### Accessoires
La traditionnelle hausse rabattable en métal est libérée en appuyant sur deux boutons à l'arrière du fusil. Elle est calée sur 50 mètres, distance minimale pour tirer tout en visant car en deçà la visée est instinctive. Pour les combats de nuit, certains modèles russes ont un système rabattable de visée laser, également calé sur 50 mètres. Ce type de visée est le point le plus critiqué de l'AK-47, car il est moins pratique et moins précis que la plupart des autres systèmes, comme les lunettes de visée, mais sur les fusils d'assaut une grande précision n'est en pratique pas une qualité fondamentale.
Une bretelle est fournie pour les tirs de précision. Enroulée autour de l'avant-bras gauche, elle permet de maintenir le fusil plaqué et de gagner ainsi en stabilité.
Le chargeur se libère manuellement, il est situé à l'avant du pontet (qui entoure et protège la queue de détente) qui est très large, permettant le port de gants.
La crosse de certains modèles destinés aux parachutistes et aux troupes mécanisées ou blindées est évidée afin d'accrocher facilement l'arme.

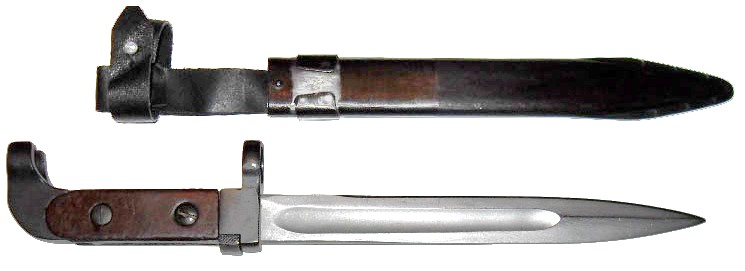
Baïonnette et fourreau de l'AK-47 6H2.
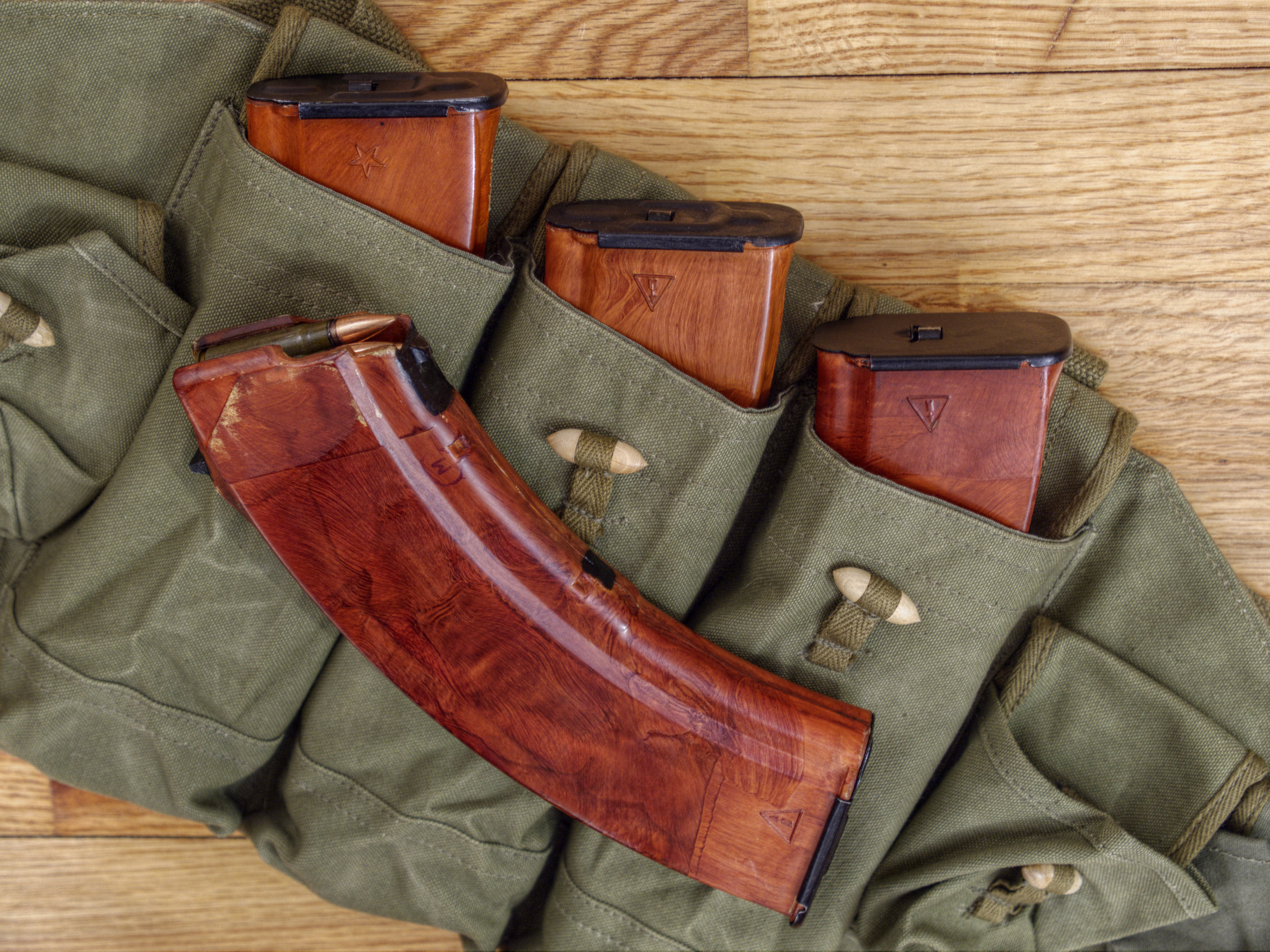
Magasins de l'AK-47 en plastique bakelite de couleur rouille, composé de 30 cartouches en acier renforcé de calibre 7,62 × 39 mm.
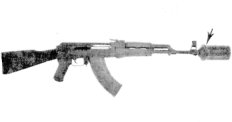
AK-47 avec lance-grenades Kalachnikov monté sur la bouche du canon.

## Historique

### Gestation et naissance

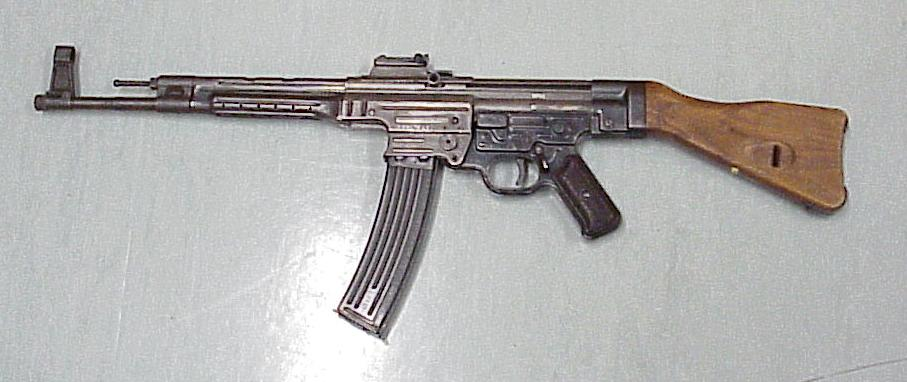
Le Sturmgewehr 44, n'est pas à l'origine de l’AK-47.

L'AK-47 est un dérivé  simplifié et stabilisé du fusil d'assaut allemand répandu à la fin de la Seconde Guerre mondiale, développé en 1942 et mis en service en 1943 sous le nom de STG-44 ou Sturmgewehr 44,. Pour le mécanisme de déclenchement et la culasse rotative, l'inspiration vient du M1 Garand.
La plupart des armées utilisaient des fusils au mieux semi-automatiques, comme le M1 Garand, mais plus généralement à répétition manuelle (fusils dits « à verrou »). Ces armes chambraient des cartouches longues, comme la 7,92 mm Mauser, puissantes et efficaces à longue portée. Mais la faible cadence de tir, l'encombrement et le fort recul constituaient autant d'inconvénients, et les pistolets mitrailleurs, comme le MP40 allemand, étaient donc souvent préférés en combat rapproché quoique leur munition d'arme de poing rendît le tir peu efficace à plus de cent mètres. L'emploi combiné du fusil et du pistolet mitrailleur contraignait par ailleurs à pourvoir l'infanterie en deux types de munitions d'armes d'épaule.
Les militaires allemands eurent alors l'intuition que la munition du fusil de guerre, conçue pour tirer efficacement à près de huit cents mètres, était trop puissante pour les distances réelles d'engagement, généralement inférieures à quatre cents mètres. Ils créèrent donc une nouvelle cartouche, en diminuant la charge propulsive, et donc la longueur de l'étui, de moitié, ainsi qu'une arme révolutionnaire pour l'utiliser, nommée Sturmgewehr 44. L'Armée rouge disposa vite de quelques exemplaires et apprécia cette approche au point de faire développer, par Elisarov et Semine, l'équivalent à partir de sa 7,62 × 54 Nagant. La cartouche 7,62 × 39 qui en résulta fut adoptée en 1943 et les fabricants d'armes soviétiques conçurent les armes correspondantes.

### Mikhaïl Kalachnikov
Mikhaïl Kalachnikov, sergent dans une division blindée, commence à dessiner des armes alors qu'il est à l'hôpital, en convalescence après avoir été blessé au cours de la bataille de Briansk. Son premier modèle, créé en 1942, est écarté au profit du PPS-43 d'Alekseï Soudaïev. Sa carabine semi-automatique de 1945 échoue face à celle de Simonov, la SKS, qui entre en service en 1946. Il conçoit alors, entre 1945 et 1949, plusieurs modèles expérimentaux de fusils d'assaut jugés intéressants par les autorités soviétiques, puis quitte l'armée pour être embauché à l'usine d'armement Izhmash, d'Ijevsk. La Kalachnikov est d'une grande simplicité.
En 1949, l'armée soviétique adopte, sous la désignation d'« AK-47 », une de ses études de 1947 en tant que fusil réglementaire dans l'infanterie motorisée. Une version à crosse pliante, destinée aux parachutistes et aux équipages de blindés, est aussi mise en service sous le nom d'« AKS ». L'arme, bien que satisfaisante, est constamment modernisée, surtout dans le but de simplifier sa production, encore relativement compliquée. Après plusieurs modèles expérimentaux en 1950 et en 1951, une nouvelle version est adoptée par l'Armée soviétique en 1953. Sa désignation reste « AK-47 », mais elle est souvent qualifiée « version légère » car ne pèse plus que 3,8 kilogrammes chargée (au lieu de 4,3), grâce à l'emploi d'un fût usiné intégrant le verrou de culasse. Le premier modèle de poignée-pistolet, constitué d'une armature métallique soudée et habillée de demi-flasques en bois, est remplacé par un unique morceau de bois vissé. Les chargeurs, auparavant lisses, sont allégés et voient leurs flancs rigidifiés par l'adjonction de bandes métalliques de renfort ; de plus, une baïonnette apparaît. Cette version sera la plus produite des AK-47.

### Le Kalachnikov économique, l'AKM-59
L'AK-47 rencontre un succès important mais, même dans sa version de 1953, de nombreux défauts subsistent et la construction usinée de certains de ses éléments l'allège mais en même temps en augmente le temps de fabrication. Kalachnikov et son équipe continuent donc à tenter de l'améliorer, et plusieurs modèles expérimentaux naîtront. Outre la simplification de la construction, les aménagements visent à réduire encore sa masse et à améliorer sa précision en tir automatique.
En 1955, la construction de la carcasse par estampage et rivetage réapparaît, mais le bois massif des premières séries est remplacé par du contreplaqué de bouleau, léger et peu coûteux. Le mécanisme de détente est pourvu d'une sécurité pour empêcher la percussion prématurée (avant verrouillage) d'une cartouche. Par ailleurs, le cylindre de récupération des gaz est aussi amélioré et la hausse, auparavant graduée jusqu'à 800 mètres, est portée jusqu'à 1 000. Les résultats sont importants, la masse de l'arme chutant de 4,3 kg à 3,14 kg, le coût et le temps de construction sont aussi considérablement réduits. Une nouvelle baïonnette est conçue pour être articulée sur son fourreau rigide, formant ainsi une pince destinée à couper les fils de fer barbelés. Le nouveau fusil est adopté par l'Armée rouge en 1959, sous le nom d’AKM, puis mis en service en 1961. La version avec crosse pliante en métal embouti, destinée aux équipages de blindés, aux parachutistes et aux fantassins des BMP, nommée AKMS, réduit la longueur de l'arme de 868 à 699 millimètres.

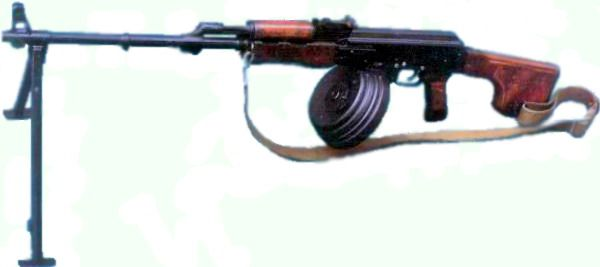
Un Kalachnikov RPK avec un chargeur de 75 coups.

L'arrivée de l'AKM marque la naissance d'une nouvelle arme de la famille. Appelée Kalachnikov RPK (Pучной Пулемет Калашникова), il s'agit d'une version lourde de l'AKM, destinée à remplacer le RPD pour fournir des tirs d'appui à l'échelon du groupe de combat. L'arme est pourvue d'un bipied repliable, d'un canon plus long (591 mm contre 415) et plus épais, ce qui lui permet de tirer légèrement plus loin et plus longtemps. La carcasse est aussi renforcée et la crosse est celle du RPD. Sa hausse est pourvue d'un système de déport latéral et deux types de chargeurs peuvent être utilisés à la place de ceux de l'AKM, l'un du même type que le standard mais plus long contenant 40 cartouches, l'autre un tambour d'une capacité de 75 cartouches. Toutefois, aucun mode de changement rapide du canon n'est prévu et la cadence pratique reste donc limitée du fait de son échauffement. Comme pour la version normale, un modèle à crosse pliante RPKS est prévu.
La mitrailleuse polyvalente PKM ainsi que le fusil de précision SVD, nés au début des années 1960, emploient le mécanisme de l'AKM mais sont par ailleurs différentes et tirent la cartouche longue de calibre 7,62 × 54 mm R.
En 1963, avec une nouvelle refonte, l'AKM est équipé d'un compensateur de recul, un embout biseauté qui contre en partie la tendance de l'arme à remonter lors du tir. La baïonnette est aussi modernisée, sa forme est retravaillée et son fourreau est dorénavant en matière plastique. Cette dernière remplacera définitivement le bois dans la construction de l'arme en 1974 et sera le matériau de certains chargeurs. Les AKM peuvent être dotées de nombreux accessoires, par exemple le silencieux PBS et la lunette de tir de nuit NSPU. L'AKMS emploie un chargeur semi-circulaire de cent coups qui s'attache sur la fixation de baïonnette. Un lance-grenades adaptable sous le canon est aussi développé pour l'AKM, le GP-25, lançant des grenades de calibre 40 mm.

### Le passage au petit calibre, l'AK-74

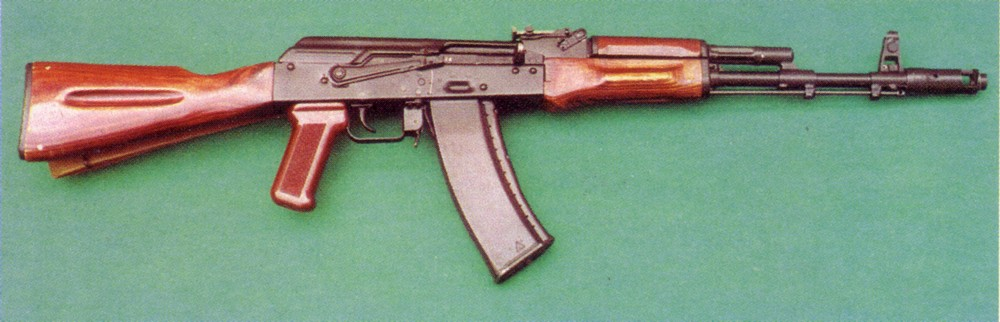
L'AK-74.

L'apparition du fusil M16 avec sa munition rapide de 5,56 × 45 fait prendre conscience aux Soviétiques que, si la 7,62 × 39 est une munition efficace et éprouvée, la trajectoire de sa balle, assez lourde et moins rapide, n'est pas rectiligne sur la plus grande part de sa portée pratique car elle chute dès 200 mètres, ce qui réduit sa précision. Elle est également plus grosse et plus lourde, ce qui est un handicap logistique et stratégique, celle-ci demandant plus de ressources de production et de transport, et tactiquement, en limitant le nombre de munitions qu'un soldat peut emporter. Des études vont mener à la création d'une nouvelle cartouche, la 5,45 × 39 mm, légèrement moins puissante mais à la vitesse équivalente à celle de la 5,56 x 45 OTAN. L'AKM y sera adapté, donnant naissance à l’AK-74 et à son dérivé à crosse pliante l’AKS-74.

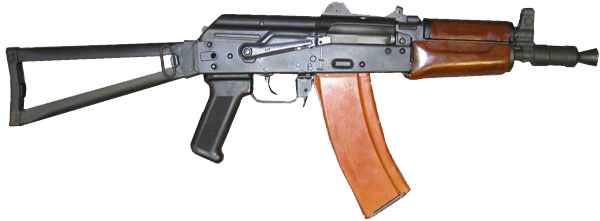
L'AKS-74U, une version raccourcie de l'AK-74.

Bien que descendant directement de l'AKM, l'AK-74 présente de nombreuses différences, la plus apparente est la généralisation du plastique pour la fabrication du chargeur, que le profil de la munition rend moins courbe. Autres changements extérieurs d'importance, l'apparition d'un gros compensateur de recul au bout du canon et de deux excroissances entourant la hausse. Intérieurement, outre un nouveau canon, la taille de la culasse a été réduite et une extension rectangulaire, placée à l'arrière du chariot transporteur (entraînant la culasse), isole la cartouche placée en haut du chargeur de la culasse en train de reculer. La fabrication de l'AK-74 voit progressivement s'imposer les matières plastiques ou la bakélite à la place du bois, mais il semble que sur les premiers modèles, seule la poignée-pistolet était en matière plastique et par la suite les autres parties, à savoir la crosse et le garde-main, finirent par être réalisés dans divers matériaux synthétiques, comme la fibre de verre renforcée de polyamide. L'AKS-74 diffère énormément de son prédécesseur l'AKMS car, outre les changements précédents, la traditionnelle crosse pliante en métal, qu'on basculait autour du corps, a cédé la place à un modèle évidé (ou « squelette » selon les fabrications) qu'on rabat sur le flanc droit ou gauche de l'arme selon les fabrications).
Comme pour l'AKM, une version lourde est aussi produite, le RPK-74, avec son avatar à crosse pliante le RPKS-74, au canon lourd long de 590 mm et à la hausse réglable en dérive et doté d'un compensateur de recul différent. L'arme est approvisionnée par un nouveau chargeur en plastique similaire à celui de l'AK-74 mais contenant 45 cartouches.
En 1979 apparaît l’AKS-74U ou AKSU, une version beaucoup plus courte, surtout destinée aux forces spéciales et aux équipages de blindés, extrêmement compacte car longue de 490 mm crosse repliée. L'AKS-74U est l'un des plus petits fusils d'assaut. Le canon est beaucoup plus court avec 210 mm et l'évent de prise de gaz a été rapproché de la chambre, ouvrant la culasse plus tôt et donc augmentant la cadence de tir. Ce canon ne permet toutefois pas un tir soutenu, réduit la précision et implique une flamme et une détonation à la bouche importantes, ce qui rend l'arme particulièrement inconfortable à tirer et plus facile à repérer pour l'ennemi.

### Modèles actuels
Au moment de l'effondrement de l'Union soviétique, l'Armée rouge envisageait de remplacer la famille des fusils Kalachnikov par une arme nouvelle, le Nikonov AN-94. Mais il semble que son coût et sa complexité le contraignirent à le réserver aux unités d'élite. Une nouvelle version de l'AK-74, l’AK-74M, est adoptée en 1991 et devient le fusil standard de l'armée russe. Ce dérivé est peu différent des premiers AK-74, mais sa crosse plastique est repliable sur le côté gauche, où se trouve un rail de montage de lunette de visée. Sa finition est noire, tant au niveau des plastiques que du métal, traité par phosphatation.
Pour l'exportation, la firme Ijmach, issue de l'ancienne usine d'État no 100 d'Ijevsk, crée à partir de l'AK-74M une gamme de modèles utilisant les munitions les plus communes du marché, disponibles avec deux longueurs de canons (415 et 314 mm). On trouve ainsi les AK-101 et 102 en calibre 5,56 × 45 OTAN, les AK-103 et 104 en 7,62 × 39 et les AK-74M et AK-105 en 5,45 × 39. Deux nouvelles armes complètent l'ensemble adopté il y a plus de cinquante ans, l'AK-107 et l'AK-108, respectivement en 5,45 et 5,56 mm, qui disposent d'un deuxième piston déplaçant une masselotte, destinée à compenser le déplacement de masse vers l'arrière qui, malgré les compensateurs, a toujours causé une élévation du canon durant le tir, jugée trop accusée mais qui augmente la cadence de tir du 107 à 850 coups par minute et du 108 à 950 coups par minute.
Début 2012, Moscou annonce la modernisation de l'arme, quelques jours avant l'élection présidentielle russe. La nouvelle arme s'appelle l'AK-12, et doit comporter un système de fixation d'accessoires modulaires avancés (lampe amovible, optique de visée laser, enlumineur) et un lance-grenades. La crosse télescopique sera désormais réglable. Le cran de mire sera déplacé de l'avant du canon vers l'arrière. Pour améliorer la précision, l'arme sera dotée d'un nouveau frein de bouche et d'un nouveau canon à rayures.

### Les dérivés étrangers

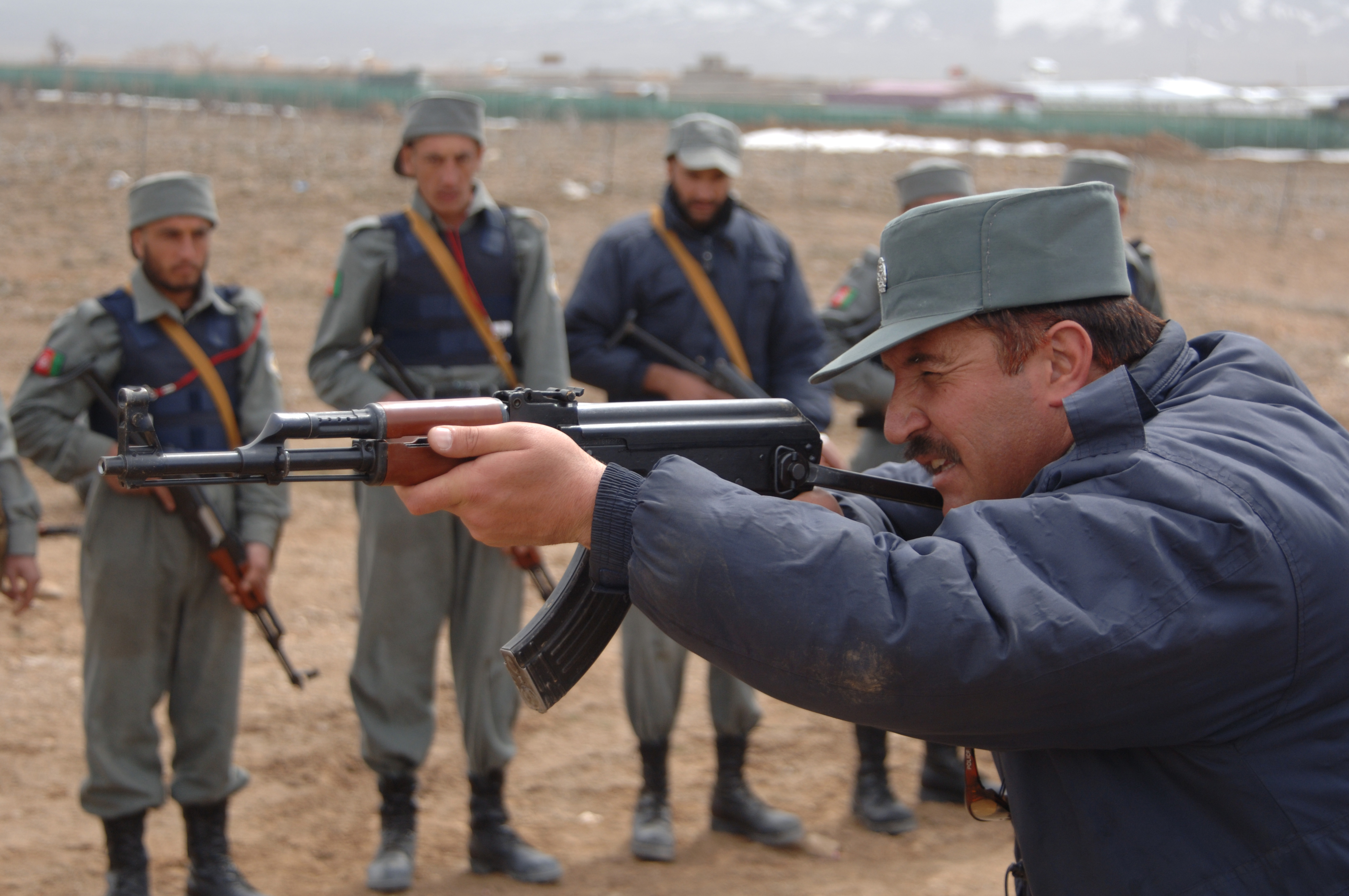
Un policier des forces afghanes utilisant un AK-47.

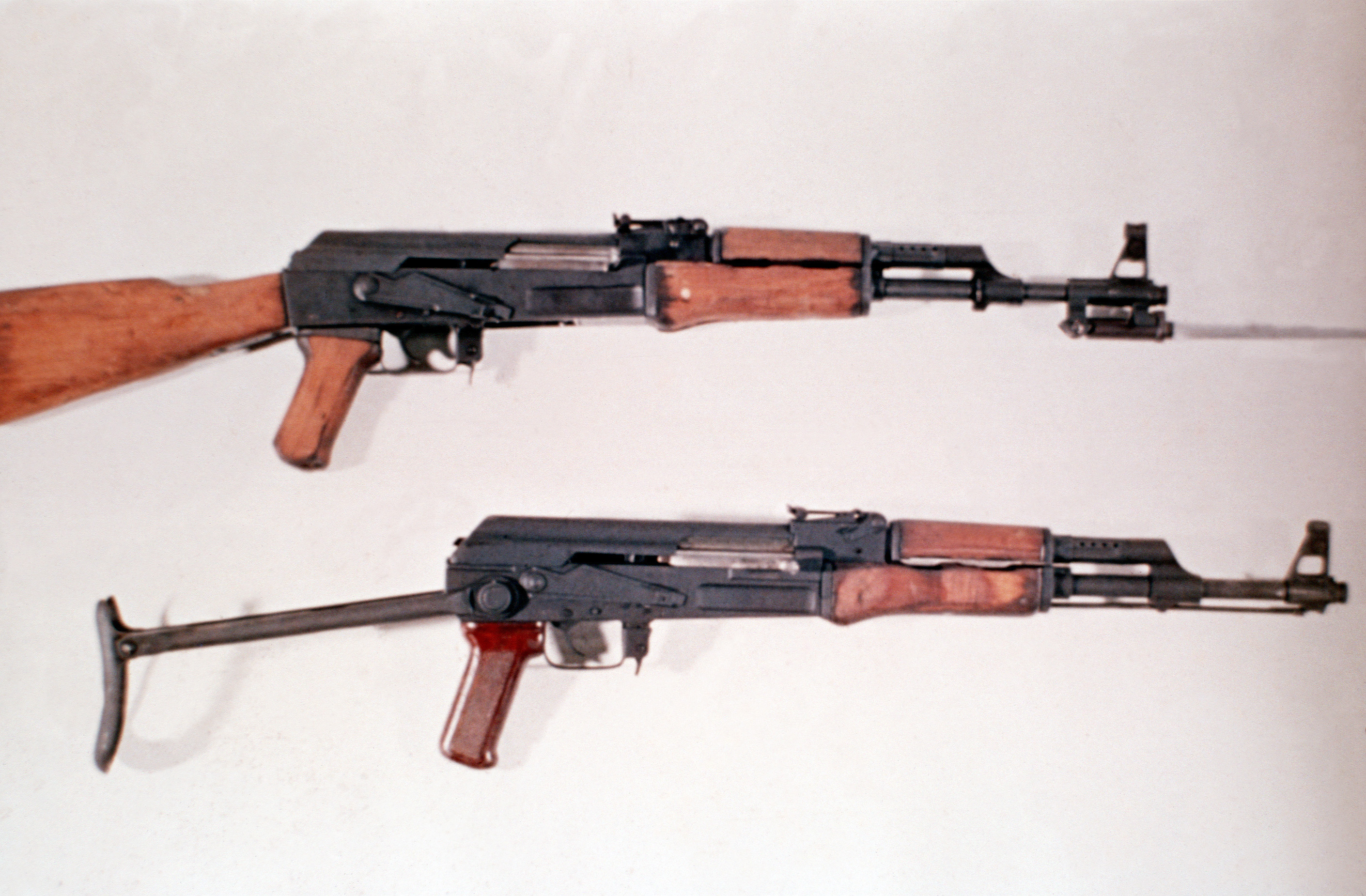
Type 56 (RPC) et AKS-47.

Le premier pays à produire l'AK-47 en dehors de l'Union soviétique est la Chine populaire, qui acquiert la licence de fabrication en 1956, en même temps que celle de la carabine SKS. L'arme, désignée comme le Fusil Type 56, est déclinée en deux versions, une à crosse fixe en bois et l'autre avec une crosse métallique se repliant sous l'arme comme sur l'AKS (Type 56/1). La principale différence avec le modèle d'AK-47 soviétique modifié 1953 est la présence d'une baïonnette fixe repliable sous l'arme. Le mélange de caractéristiques du fusil type 56 avec celles de la copie de la SKS donna naissance aux Fusils Type 63/68, qui sont à l'origine des fusils actuels de l'armée chinoise. L'AKM modèle 1959 devint le Type 56/2 qui se vit également doté d'une crosse « spécifique », repliable latéralement et non plus sous l'arme. Une version bullpup du type 56 fut produite au début des années 1980, sous le nom de Type 86.
À la même époque, la Finlande, ayant de bonnes relations avec l'Union soviétique depuis la fin de la Seconde Guerre mondiale, décide elle aussi de prendre une licence de production de l'AK-47. La société Valmet en dérive un modèle local, le RK 62.
Dans les années 1970 apparaît une nouvelle versions du fusil, le Valmet Rk.76, dont la carcasse est maintenant fabriquée par estampage, réduisant considérablement sa masse, tandis que le garde-main est de nouveau modifié et enveloppe de nouveau le cylindre de gaz. Pas moins de quatre modèles de crosse sont prévus, « W » pour une crosse en bois fixe, « P » pour une en plastique fixe, « T » pour une crosse tubulaire fixe et « TP » pour la tubulaire pliante. Les armes sont toujours produites en deux calibres 7,62 × 39 et 5,56 × 45. Les plus récentes évolutions sont le Sako Rk.95TP (la firme Sako ayant absorbé Valmet) qui adopte la crosse pliante squelette issue du Galil israélien et le bullpup Valmet 82. Les armes produites par Valmet sont généralement considérées comme les meilleurs modèles dérivés de l'AK-47, car bénéficiant d'une finition et d'un usinage supérieurs à ceux de leurs concurrentes.
Après la guerre des Six Jours, l'armée israélienne confia à Yisrael Galili le soin de gérer la conception d'une arme devant remplacer ses FAL et Uzi. Ainsi naquit l'IMI Galil, un dérivé du Valmet Rk.62 réalisé avec l'appui des Finlandais, qui gagna la compétition en 1973. Les principales améliorations sont l'ajout d'une sécurité supplémentaire sur la poignée pistolet, une crosse squelette inspirée de celle du FN FAL et un embout cache-flamme sur le canon permettant également de lancer des grenades. Le Galil est décliné en plusieurs versions, AR et ARM, avec un bipied amovible qui sert aussi de coupe fil et de décapsuleur, ainsi qu'une poignée de transport. Les deux versions sont disponibles en calibres 7,62 OTAN et 5,56 OTAN. Les Galil SAR et MAR sont des versions courtes en calibre 5,56 avec des canons de 332 et 195 mm.
Un autre dérivé de l'ARM en 7,62 est le fusil de précision Galatz ne tirant qu'en mode semi-automatique. Même si le Galil est une arme très réussie, la fourniture par les États-Unis de nombreux fusils M-16 et CAR-15 à très bas prix, a en pratique limité son statut de fusil standard de l'armée israélienne. Il a toutefois rencontré le succès à l'export, donnant lieu à des productions sous licence en Afrique du Sud sous les noms de Vektor R4 (Galil AR), Vektor R-5 (Galil SAR) et Vektor R-6 (Galil MAR), ainsi qu'en Croatie où une version pourvue d'une lunette de visée grossissant 1,5x et d'une poignée de transport est commercialisée sous le nom de APS- 95 par Agencija Alan. Vektor propose aussi une arme futuriste dérivée de son R-4, le CR-21, de configuration bullpup et entièrement habillé de polymères, avec une lunette de visée rétro éclairée.

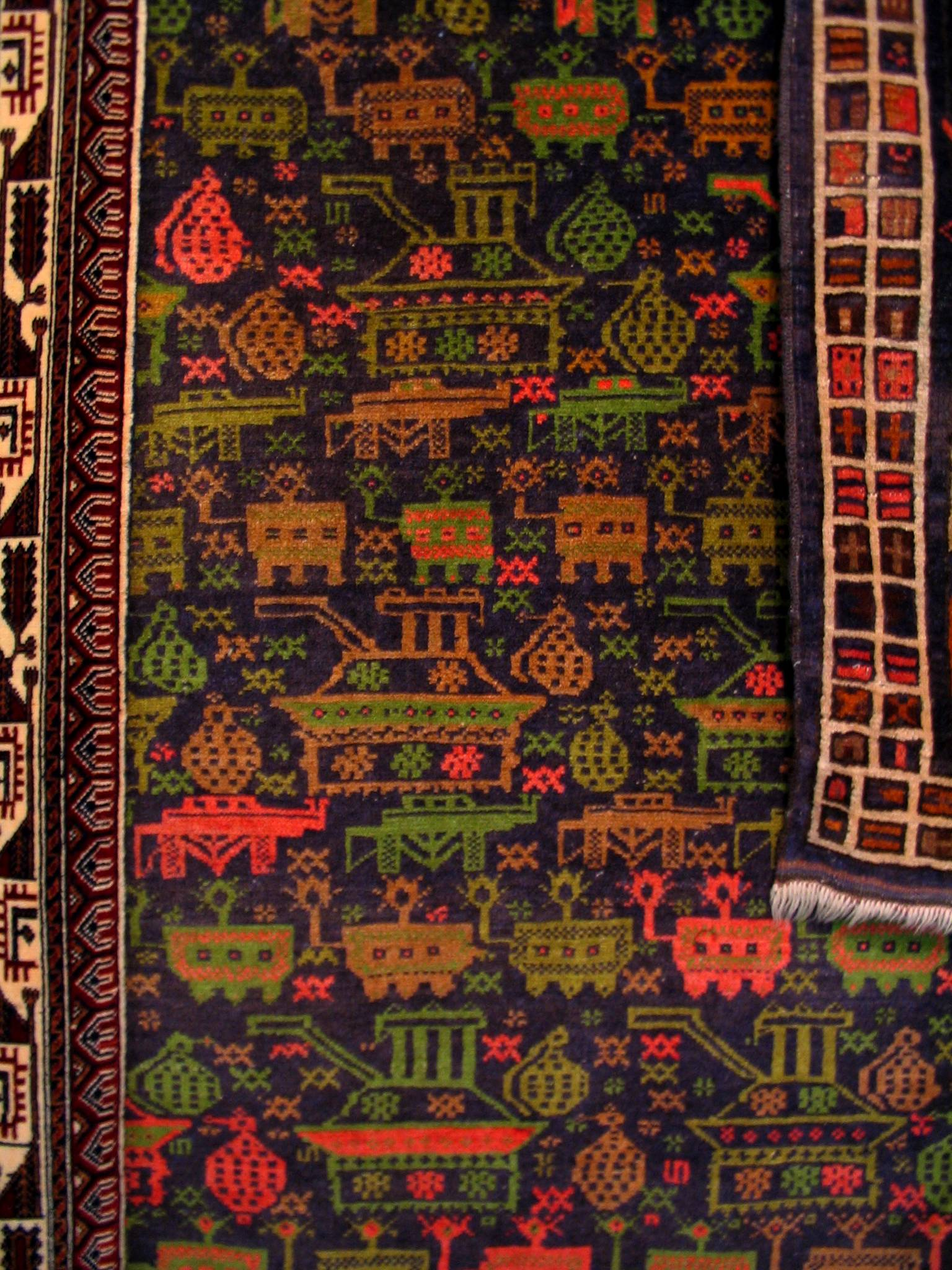
Tapis afghan à décor de chars, de grenades et de Kalachnikov au Musée de la tapisserie de Beauvais.

Le Vepr ukrainien est une autre version bullpup récente dérivée de l'AK-74, mais elle ne semble pas avoir encore été fournie à l'armée ukrainienne et semble peu pratique, car elle conserve le sélecteur de tir des AK qui se trouve derrière la poignée-pistolet.
L'Inde produit sa propre version de l'AK-74 depuis 1988, sous la désignation de INSAS, chambrée en 5,56 OTAN et avec un sélecteur de tir placé sur la gauche pour être manœuvré par le pouce droit. Cette arme, dont il existe une version fusil-mitrailleur, emprunte également plusieurs éléments au FAL.
Les pays membres du Pacte de Varsovie et anciennement alliés à l'URSS produisirent de nombreux AK plus ou moins modifiés :
- la Bulgarie a produit des copies d'AK-47 du modèle 1953 et des AKM, réputés pour leur solidité : les AKK, AKKS, et AKKM.
- la Roumanie a produit sous licence l'AK-47, l’AI et un dérivé de l'AKM, réputé fragile, l’AIM et sa version à crosse pliante AIMS, qui se caractérisait par une poignée-pistolet au garde-main.
- la Yougoslavie a produit le ZASTAVA M70, qui se caractérise par ses capacités de tir de grenades à partir du canon, grâce à un viseur auxiliaire.
- Cuba a produit une copie conforme de l'AKM.
- la Corée du Nord a produit une copie de l'AK-47 modèle 1953, appelée modèle 58, et une copie de l'AKM modèle 1959, appelé Type 68. Les Types nord-coréens 58 et 68 ont une finition grossière.
- la République démocratique allemande produisit ses propres AKM et AKMS, en utilisant au maximum le plastique, sous le nom de MPi-KM.
- la Hongrie, après avoir produit des AK-47 sous licence (AK-55), construisit deux versions originales de l'AKM, l’AMD-65, disponible avec crosse fixe ou pliante et dont le garde-main était remplacé par une poignée pistolet, l’AKM-63. Enfin , les Hongrois ont fabriqué un AKMS à crosse pliante et chargeur de 5 coups pour tirer des grenades antichars ou antipersonnel connue comme AMP-69.
- l'Égypte a produit le MISR, une copie quasi parfaite de l'AKM. Le MISR version Para reçoit une crosse repliable à droite, identique aux modèles est-allemands.
- l'AK est aussi produite en Algérie, qui l'exporte en Afrique et autres pays du tiers monde.

### Diffusion mondiale
Depuis l'URSS, la fabrication de l'arme est étendue à la Chine et à la Pologne en 1956, à la République démocratique allemande et à la Bulgarie en 1959.
La guerre du Viêt Nam est le premier conflit dans lequel l'arme est utilisée de façon massive. Lors de la guerre d'Afghanistan, les Afghans reçoivent de la Central Intelligence Agency (CIA) 400 000 AK-47 de fabrication chinoise, en même temps que le Pakistan se transforme en arsenal régional, après la livraison de trois millions de ces armes.
En 1989, le prix d'un fusil d'assaut à Islamabad s'échelonne de 1 400 dollars US pour une kalachnikov de fabrication soviétique, à 400 dollars US pour un modèle de fabrication locale, en passant par 1 150 dollars US pour un modèle d'origine chinoise. Le nombre important d'armes en circulation attise un cycle de violences, et en 1994 les talibans peuvent s'emparer de plusieurs dizaines de milliers de ces fusils d'assaut.
La fin de l'URSS alimente un trafic mondial d'armes, dans lequel la mafia albanaise joue un rôle central. En Afrique, les AK-47 sont notamment échangées par le président du Libéria Charles Taylor contre les « diamants de sang » du Revolutionary United Front de Sierra Leone. L'introduction de l'arme dans des sociétés pastorales a rendu les conflits considérablement plus meurtriers, et également plus durables. Moyen d'échange, arme de guerre, bien de consommation, l'AK-47 est surnommée en Afrique dans les années 1990 la « carte bleue africaine (African credit card) ».
L'arme se diffuse en Amérique du Sud dans les années 1980-1990. Elle équipe au Nicaragua aussi bien les groupes rebelles sandinistes que leurs adversaires, les Contras armés par les États-Unis. Les armes des FARC colombiennes, mais aussi les 100 000 exemplaires achetés par Hugo Chávez après le coup d'État de 2002 finissent par alimenter les narcotrafiquants locaux.
L'arme est utilisée lors des attentats de janvier et novembre 2015 en France.

## Utilisateurs

### Principaux pays utilisateurs (variantes et copies)
- Afghanistan[10]
- Albanie[11]
- Algérie[11]
- Allemagne de l'Est[12]
- Angola[11]
- Bangladesh[11]
- Bénin[11]
- Botswana[11]
- Bulgarie[11]
- Burkina Faso[13],[14],[15]
- Burundi[16],[17]
- Cambodge[11]
- Cap-Vert[11]
- Chili[18]
- Chine: Variante Type 56[19].
- Comores[11]
- Corée du Nord: Variante Type 58[11].
- Cuba[11]
- Djibouti[20],[21]
- Égypte[11]
- Éthiopie[11]
- Gabon[11]
- Grèce[22],[23]
- Guinée[11]
- Guinée-Bissau[11]
- Guinée équatoriale[11]
- Guyana[11]
- Hongrie[11]
- Inde[24]
- Iran[11]
- Irak[10],[11]
- Israël[11]
- Laos[11]
- Lesotho[11]
- Liberia[11]
- Libye[11]
- Madagascar[11]
- Mali[11]
- Maroc[11]
- Mozambique[11]
- Nicaragua[25]
- Pakistan: Variante Type 56[26],[27].
- Palestine
- Pérou[11]
- Pologne[12]
- Qatar[11]
- République arabe sahraouie démocratique
- République centrafricaine[11]
- République démocratique du Congo[11]
- République du Congo[11]
- Roumanie[11]
- Rwanda[28]
- Sao Tomé-et-Principe[11]
- Seychelles[11]
- Sierra Leone[11]
- Somalie[11]
- Soudan[11]
- Syrie[11]
- Tanzanie[11]
- Tchad[11]
- Togo[11]
- Union soviétique[19]
- Vietnam[19]
- Yémen[11]
- Yougoslavie[12]
- Zambie[11]
- Zimbabwe[11]

Ainsi, le Kalachnikov (et ses clones) ont connu de nombreux conflits armés depuis la guerre du Viêt Nam jusqu'à la guerre contre le terrorisme (armant à la fois les alliés et les ennemis des États-Unis) en passant par la guerre du Liban et le conflit israélo-arabe.

### Utilisateurs occidentaux

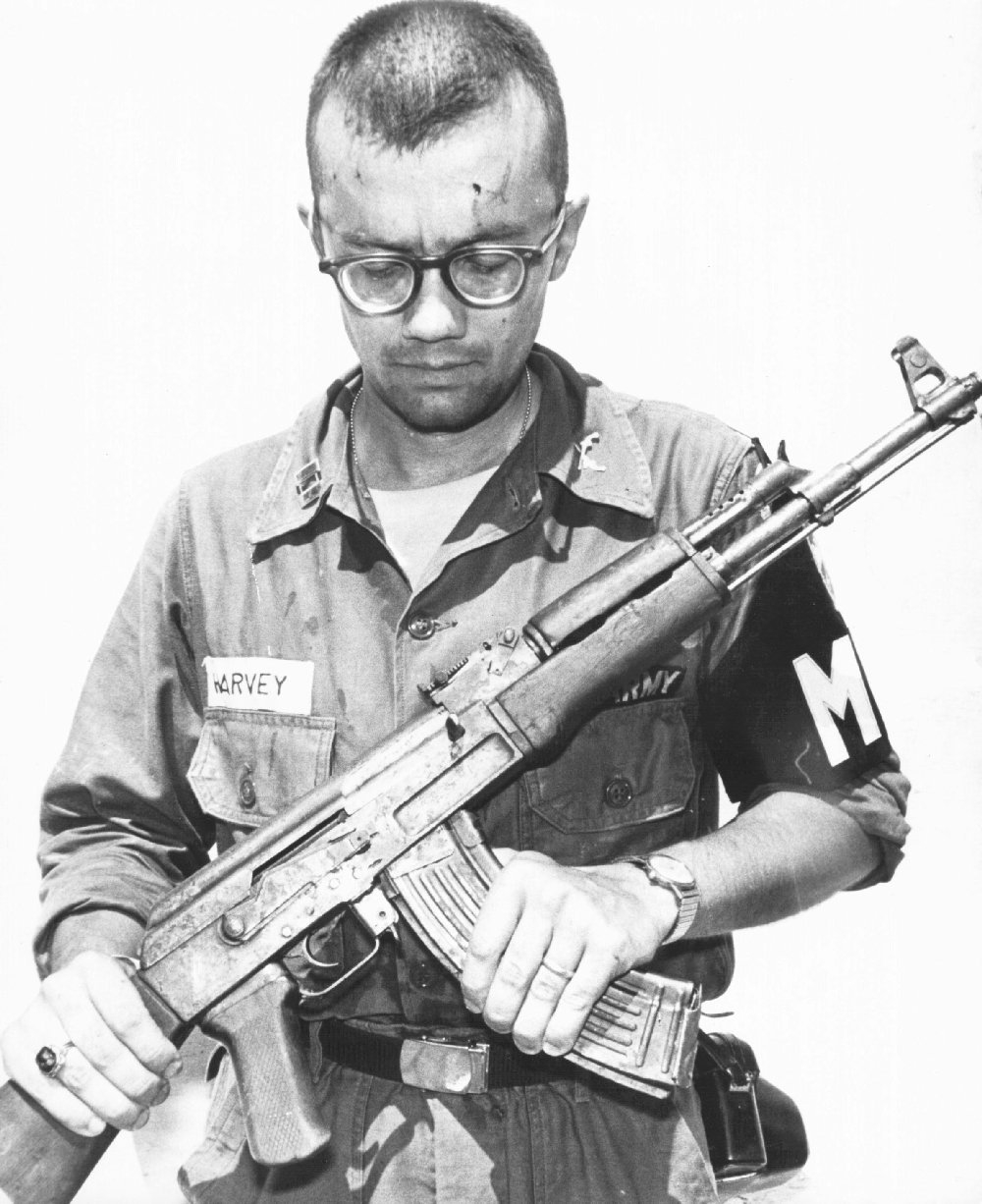
Un soldat de l'U.S. Army inspecte un AK-47 soviétique retrouvé au Vietnam (1968).

- États-Unis : utilisée par les SEALs et les Special Forces durant la guerre du Viêt Nam.
- France[29]
- Royaume-Uni
- Portugal : durant la guerre coloniale[réf. nécessaire]

## Versions

### Algérie
- fusil d'assaut Modèle 89. calibre 7,62 × 39 mm à crosse fixe en bois. Arme individuelle qui équipe l'infanterie. Il s'agit du  Fusil Type 56 dans sa version 1965 produite sous licence chinoise[30].
- fusil d'assaut Modèle 89-1 ou AKS. calibre 7,62 × 39 mm à crosse métallique repliable sous l'arme. Arme individuelle qui équipe les parachutistes et les forces spéciales mais aussi de nombreux fantassins. Deuxième version du Pistolet Mitrailleur Modèle 89 fabriquée à Khenchla en Algérie. Surnommée « khenchlakov » du fait qu'il est fabriqué dans l'usine de construction mécanique de Khenchla.

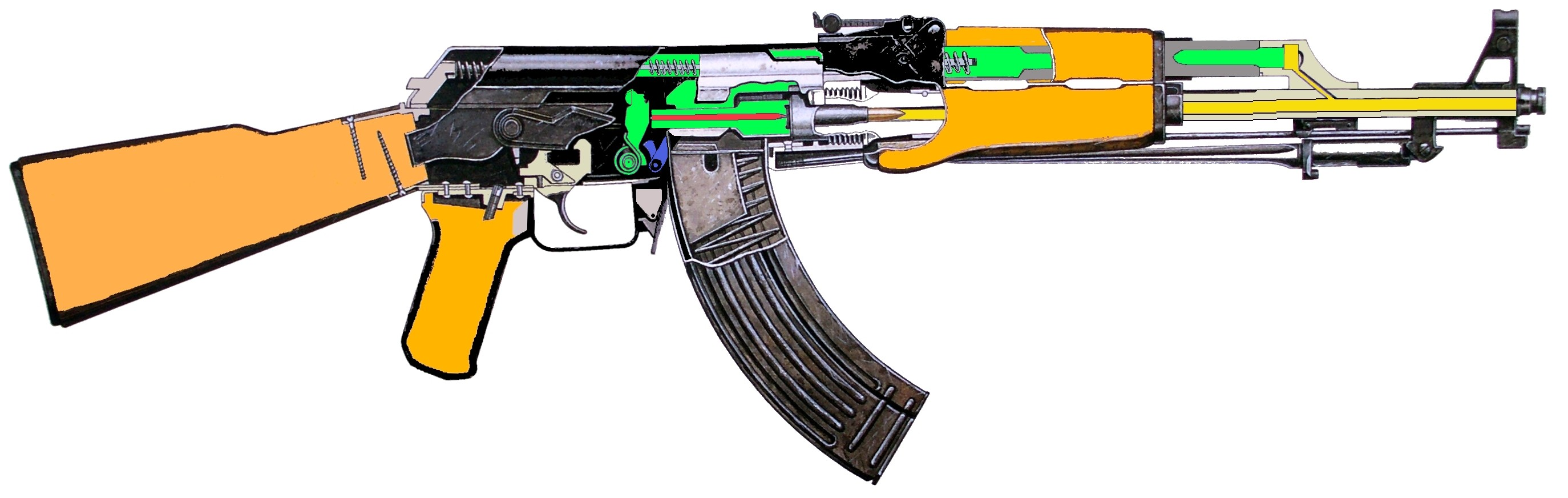
Fusil-mitrailleur chinois Type 56, dont l’Algérie a acheté la licence pour fabriquer la première version du Pistolet Mitrailleur Modèle 89.

### Bulgarie
- 5,45 × 39,5 mm. AR-M1 et AR-M1F
- 5,45 × 39,5 mm. AR-SF
- 5,56 × 45 mm. AR-M1 et AR-M1F
- 5,56 × 45 mm. AR-M2F
- 5,56 × 45 mm. AR-SF
- 5,56 × 45 mm. AR-M4SF
- 5,56 × 45 mm. AR-M7F
- 5,56 × 45 mm. AR-M9 et AR-M9F
- 7,62 × 39 mm. AR-M1 et AR-M1F
- 7,62 × 39 mm. AR-M2F
- 7,62 × 39 mm. AR-M4SF
- 7,62 × 39 mm. AR-M7F
- 7,62 × 39 mm. AR, AR-SF et AR-F
- 7,62 × 39 mm. AR-1 et AR-1F

### Chine
- Type 56 avec ou sans baïonnette repliable sous le canon, on la distingue également par les idéogrammes chinois au niveau du sélecteur de tir sur le côté droit de la boîte de culasse, qui sont pour les modèles destinés à l'exportation, remplacés par les lettres "L" et "D"
- Type 56/1 avec crosse repliable
- Type 56/2 avec carcasse estampée, crosse repliable sous l'arme ou à droite (modèle plus rare). Construite par l'arsenal 66, elle est parfois appelée Type 66.

### Hongrie
- 7,62 × 39 mm. AK-63
- 7,62 × 39 mm. AMD65

### Pologne
- PMK
- PMKM
- karabinek-granatnik wz. 1960 (en) calibre 7,62 × 39 mm et grenade de mm
- karabinek automatyczny wz. 88 Tantal calibre 5,45 × 39 mm
- karabinek szturmowy wz. 96 Beryl calibre 5,56 OTAN

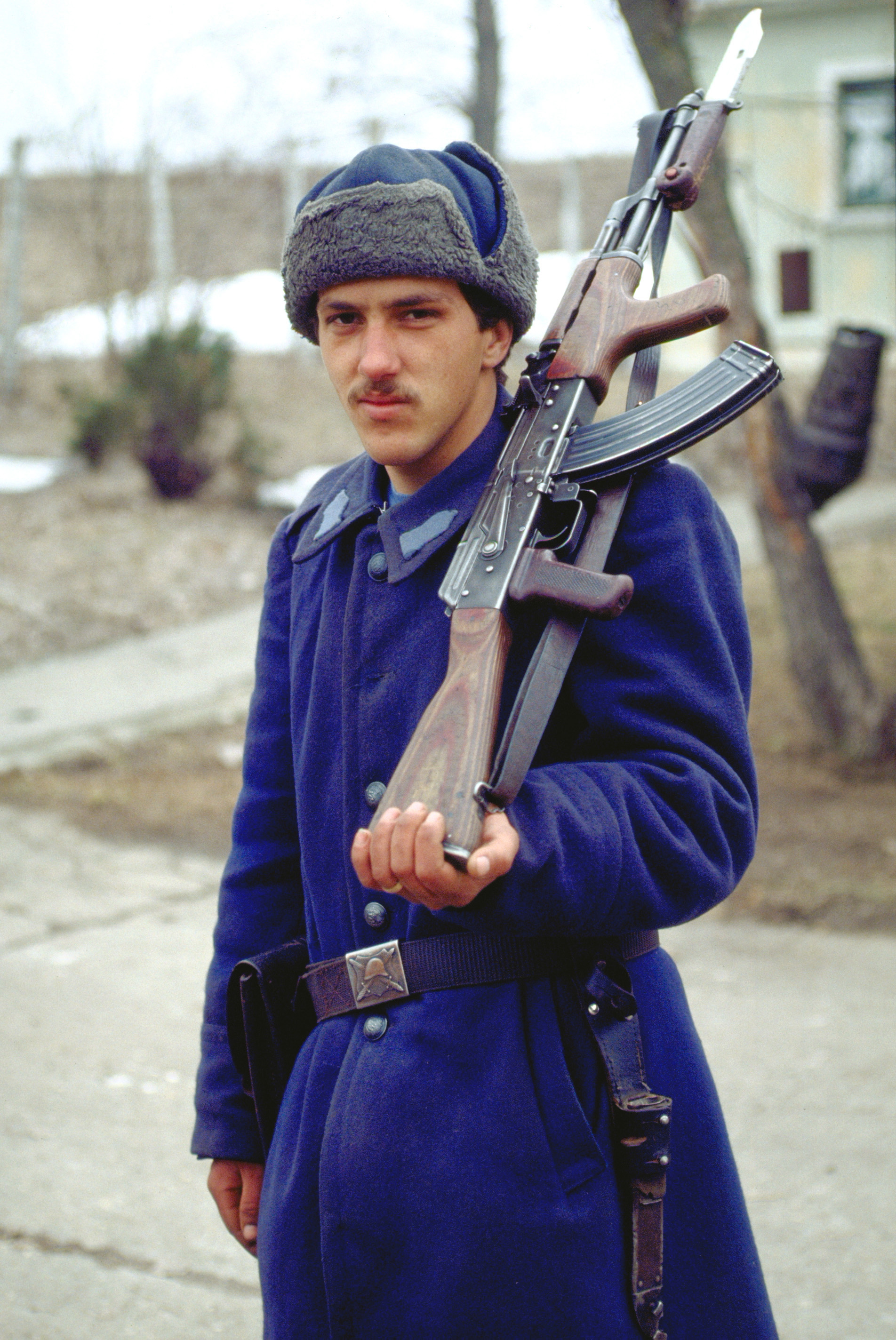
Soldat de l’armée de l’air roumaine en 1996 avec un PM mod.63 de fabrication roumaine.

### Variants de l’AK généralement produits par les arsenaux deCugir. Après la révolution elles ont pu être fabriquées par les arsenaux de Sadu et de Carfil (très peu commun pour ce dernier).
- Pușcă mitralieră mod.63 (AIM) : copie d’AKM munie le plus souvent d'une poignée courbée vers l’avant sur le garde main en lamellé-collé. Ils sont produits depuis 1963 par les différents arsenaux. Les modèles avec un G gravé sur le côté gauche du boîtier et une marque noire sur la crosse indiquent un fusil maintenu en semi-automatique utilisé par les gardes patriotiques de l’époque socialiste. Calibre : 7,62x39mm
- Pușcă mitralieră mod.65 (AIMS) : copie d’AKMS munie d'une poignée droite sur le garde main en lamellé-collé. Ils sont produits depuis 1965. Calibre : 7,62x39mm
- Pușcă mitralieră mod.80 (AIMR) : AKM raccourcit munie occasionnellement d'une poignée en bois courbée ainsi que d’une crosse rabattable en fil de fer initialement en forme de T spécifique au modèle, mais par la suite récupérera le même type de crosse que pour le PA mod.86. Produit depuis les années 1980 . Calibre : 7,62x39mm
- Pușcă mitralieră mod.86 (AIM-74/AIMS-74) : premiers modèles roumains utilisant la plateforme AK74, munie d'une poignée en bois courbée ainsi que d’une crosse en bois ou rabattable en fil de fer (copie produite sous licence de l’Allemagne de l’Est). On peut y trouver aussi une volonté d’expérimenter avec les fournitures en Bakélite. Produit depuis 1986. Calibre : 5,45x39mm
- Pușcă mitralieră mod.90 (AIMS) : récupération du PM mod.63 pour rajouter la crosse rabattante du PM mod.86. Produit depuis 1990. Calibre : 7,62x39mm
- Pușcă mitralieră mod.94 (AIMR) : récupération du PM mod.86 à crosse rabattable en y raccourcissant le canon au même profil que le PM mod.80. Produit entre 1994 et fin 1990. Calibre : 5,45x39mm
- Pușcă mitralieră mod.97 (AIMS/AIMR) : même principe que pour le PM mod.86 mais chambrée en 5.56 OTAN et uniquement avec crosse rabattable. Semble avoir la même nomination pour la version canon court. Produit depuis 1997. Calibre : 5.56x45mm
- Pușcă mitralieră mod.2000 : variant prototype similaire à un AK74 chambré en 5.56 OTAN avec des fournitures modernisées en polymère noir et un rail latéral. Développée dès 2000 pour permettre l’interopérabilité avec les forces alliées de l’OTAN il ne sera dévoilé qu’en 2007. Calibre : 5.56x45mm
- Pușcă Semiautomată cu Lunetă mod.74 (PSL/FPK) : version marksman d’un ak semi-automatique grossit pour chambrer des cartouches de 7,62x54R. Il est souvent confondu avec le SVD dragunov et ses dérivés bien qu’il ne présente pas d’autres compatibilités que le montage pour lunette, le calibre, le tenon de baïonnette et son rôle de fusil de précision. Son variant le plus proche serait le m91 yougoslave/serbe. Il est produit depuis 1974. Calibre : 7,62x54R
- WASR (Wassenaar Arrangement Semiautomatic Rifles) : ce sont des productions semi-automatiques d’AK initialement destinés aux marchés civils américains. Ils sont fabriqués à l’origine à partir de pièces de PM mod.63 (d’où la dénomination WASR-10/63), mais les WASR plus récents seront fabriqués à partir de pièces nouvelles. Calibres : 7,62x39mm (WASR-10) / 5,45x39mm (WASR-2) / 5.56x45mm (WASR-3)
- Série Draco : comme pour les WASR, les Draco sont des “pistolets fusils” destinés aux marchés américains et importés par Century Arms. Leur dénomination légale leur permet de ne pas être considérés comme “carabine” et bénéficient d’une facilité d’import. Ils sont souvent associés aux réseaux criminels au vu de leur ratio taille/puissance, et sont largement engravés dans la culture populaire du rap américain. Le pistolet Draco-c est un PM mod.80 sans sa crosse et avec un canon de 31 cm, le mini Draco a quant à lui à canon de 20 cm et le micro Draco un canon de 16 cm. Calibres : 7,62x39mm (Draco-c/Mini Draco/Micro Draco) / 9x19mm (NAK-9)

### Union soviétiqueetRussie
- AK-47 calibre 7,62 × 39 mm
- AKS version à crosse pliante du AK-47
- RPK mitrailleuse légère de calibre 7,62 × 39 mm
- AKM emploi généralisé de l'estampage, baïonnette coupe-fil
- AKMS version à crosse pliante du AKM
- AK-74 calibre 5,45 × 39 mm
- AKS-74 version compacte à crosse pliante du AK-74
- AK-74M calibre 5,45 × 39 mm, canon de 415 mm de longueur
- AKS-74U
- RPK-74 mitrailleuse légère de calibre 5,45 × 39 mm
- AK101 calibre 5,56 OTAN (5,56 × 45 mm), canon de 415 mm de longueur, finition phosphore noir, crosse plastique pliante (fibre de verre et polyamide)
- AK102 calibre 5,56 OTAN (5,56 × 45 mm), canon de 314 mm de longueur, finition phosphore noir, crosse plastique pliante (fibre de verre et polyamide)
- AK103 calibre 7,62 × 39 mm, canon de 415 mm de longueur, finition phosphore noir, crosse plastique pliante (fibre de verre et polyamide)
- AK104 calibre 7,62 × 39 mm, canon de 314 mm de longueur, finition phosphore noir, crosse plastique pliante (fibre de verre et polyamide)
- AK105 calibre 5,45 × 39 mm, canon de 314 mm de longueur, finition phosphore noir, crosse plastique pliante (fibre de verre et polyamide)
- AK107 calibre 5,45 × 39 mm, canon de 415 mm de longueur, finition phosphore noir, crosse plastique pliante (fibre de verre et polyamide)
- AK108 calibre 5,56 (5,56 × 45 mm), canon de 415 mm de longueur, finition phosphore noir, crosse plastique pliante (fibre de verre et polyamide)
- AK-12 évolution de l'AK-74M, calibre 5,45 × 39 mm, canon de 415 mm de longueur. Le modèle AK-12K est un dérivé au canon plus court.
- AK-15 : AK-12 chambrée en calibre 7,62 × 39 mm. Même longueur de canon, existe également en version « K » (canon court).
- AK-19 : AK-12 chambrée en calibre 5,56 × 45 mm OTAN. Même longueur de canon.

### Yougoslavie
- Zastava M64/M64A/M64B/M70/M7OA : copie de l'AK 47 avec manchon lance-grenade amovible. Le canon du M64 est de 50 cm ; ceux des M64A/B et M70A (ru) sont de 41 cm. Les M64B/70A correspondent à l'AKS russe. Elles possèdent toutes un arrêtoir de chargeur
- M70.B1/B2 : copies de l'AKM/AKMS avec manchon lance-grenade amovible
- AR M77B1 : M70B1 en 7,62 OTAN, capacité de 20 coups
- SMG M92 : version compacte du M70B1, à crosse repliable
- AR M80/M90 : M70B1 en 5,56 mm OTAN, 30 coups
- SMG M80A/M85 : version compacte des AR M80/M90 à crosse repliable
- AR M21 : calibre 5,56 mm OTAN (inspiré du Galil) destiné à remplacer les M70B1 dans l'armée
- M76 Sniper : fusil de précision en semi-automatique en calibre 8 mm Mauser (7,92 × 57 mm) et 7,62 OTAN

## Représentation culturelle dans le monde

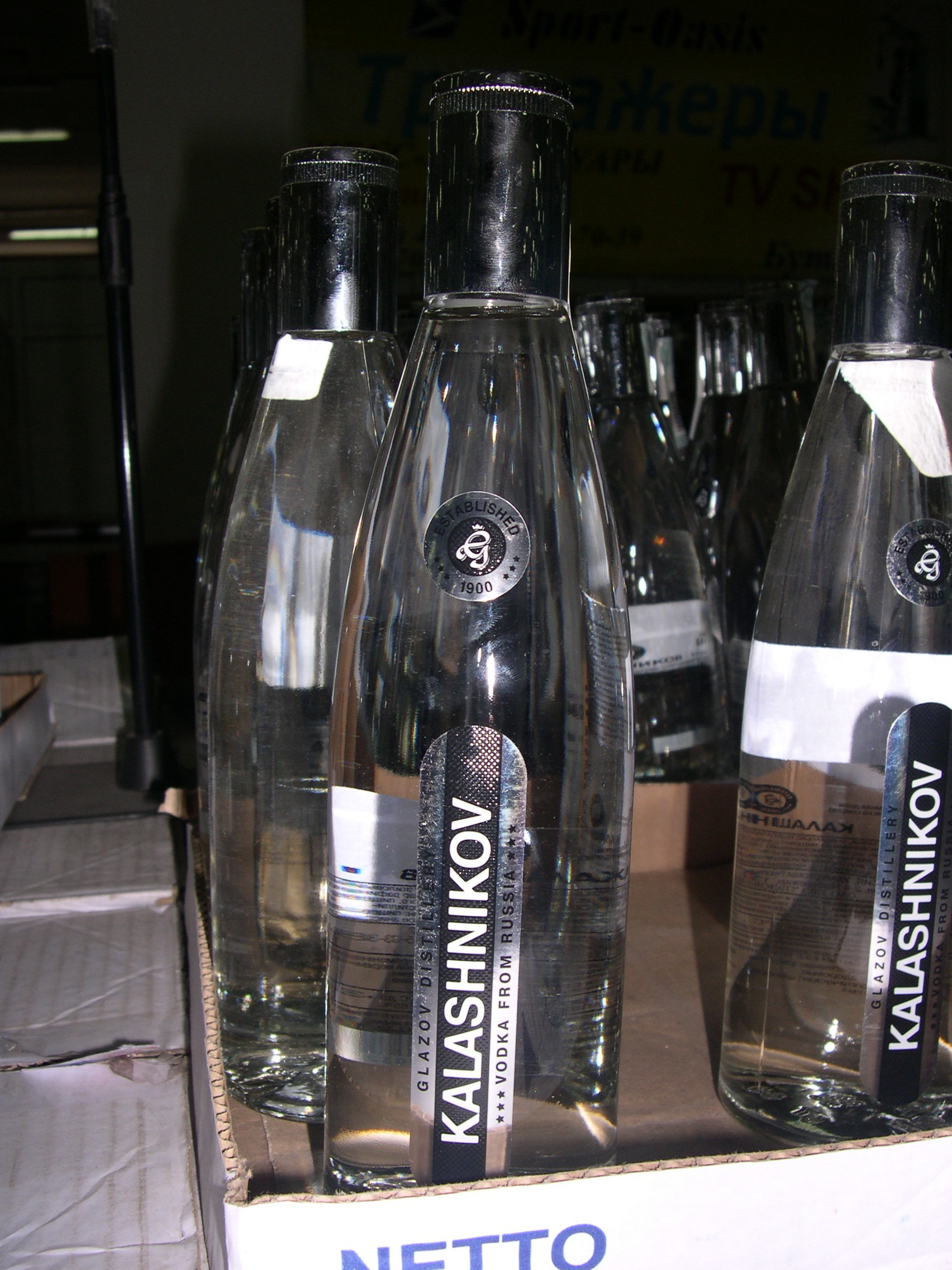
Bouteille de vodka de marque Kalashnikov.

L'URSS a émis une pièce de monnaie sur laquelle figure un AK-47.[réf. souhaitée] La Russie considère, en 2018, l'AK-47 comme un élément du patrimoine national.
L'arme est également présente sur le drapeau du Mozambique depuis 1983 et sur celui du Hezbollah ainsi que sur les armoiries du Timor oriental. Elle apparait aussi sur le drapeau rouge du groupe turc TiKB en combinaison avec une faucille et un marteau.
L'AK-47 est largement connue et représentée dans la culture générale (du cinéma aux jeux vidéo en passant par la sculpture et la philatélie). Pour l'historien Marius Loris, l'arme y incarne « l'arme du antihéros, du sale type ou du terroriste ». Elle est associée, dans les jeux vidéo, aux combattants du Viêt-cong dans Battlefield Vietnam, aux terroristes dans Counter-Strike.
Début 2019, une statue représentant un AK-47 est érigée dans la commune d’El Mezeraa (ouest de la wilaya de Tébessa, en Algérie).

Drapeau du Mozambique.
Drapeau de la Nouvelle Armée populaire (Philippines) avec des AKS-47[réf. nécessaire].